# Isla de Peilz
Isla de Peilz (en francés: Île de Peilz) es una isla situada en el país europeo de Suiza, en el extremo oriental del lago de Ginebra (Lago Léman) frente a las comunas de Villeneuve y Noville, en el cantón de Vaud.
Fue creada artificialmente en 1797 por los residentes de Villeneuve a partir de una simple roca que emergia de las aguas del lago. El muro de contención ha sido reparado varias veces durante el siglo pasado y una casa de madera fue construida.